# Marktplatz 11 (Weißenburg in Bayern)

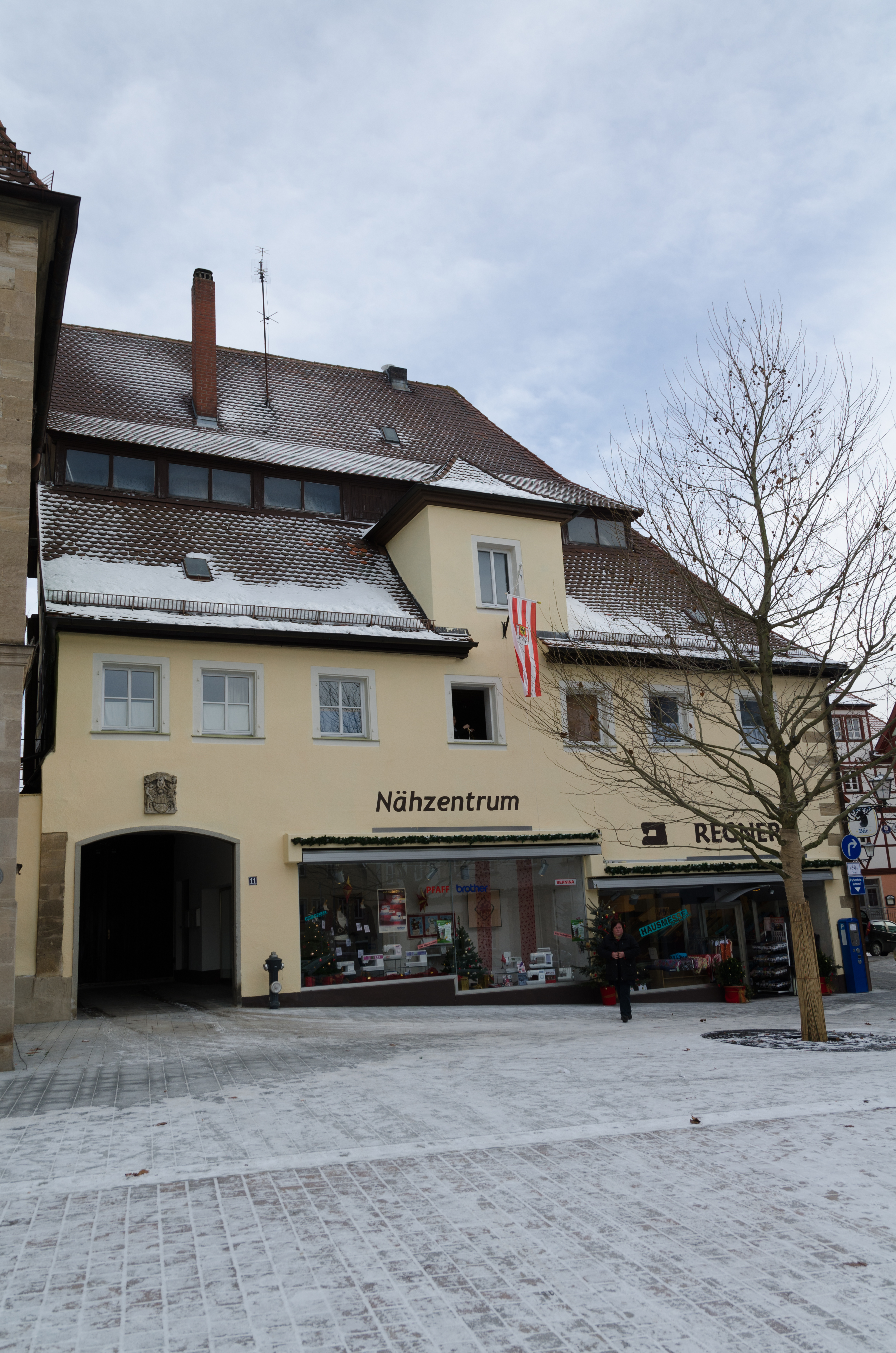
Das Gebäude im Dezember 2011

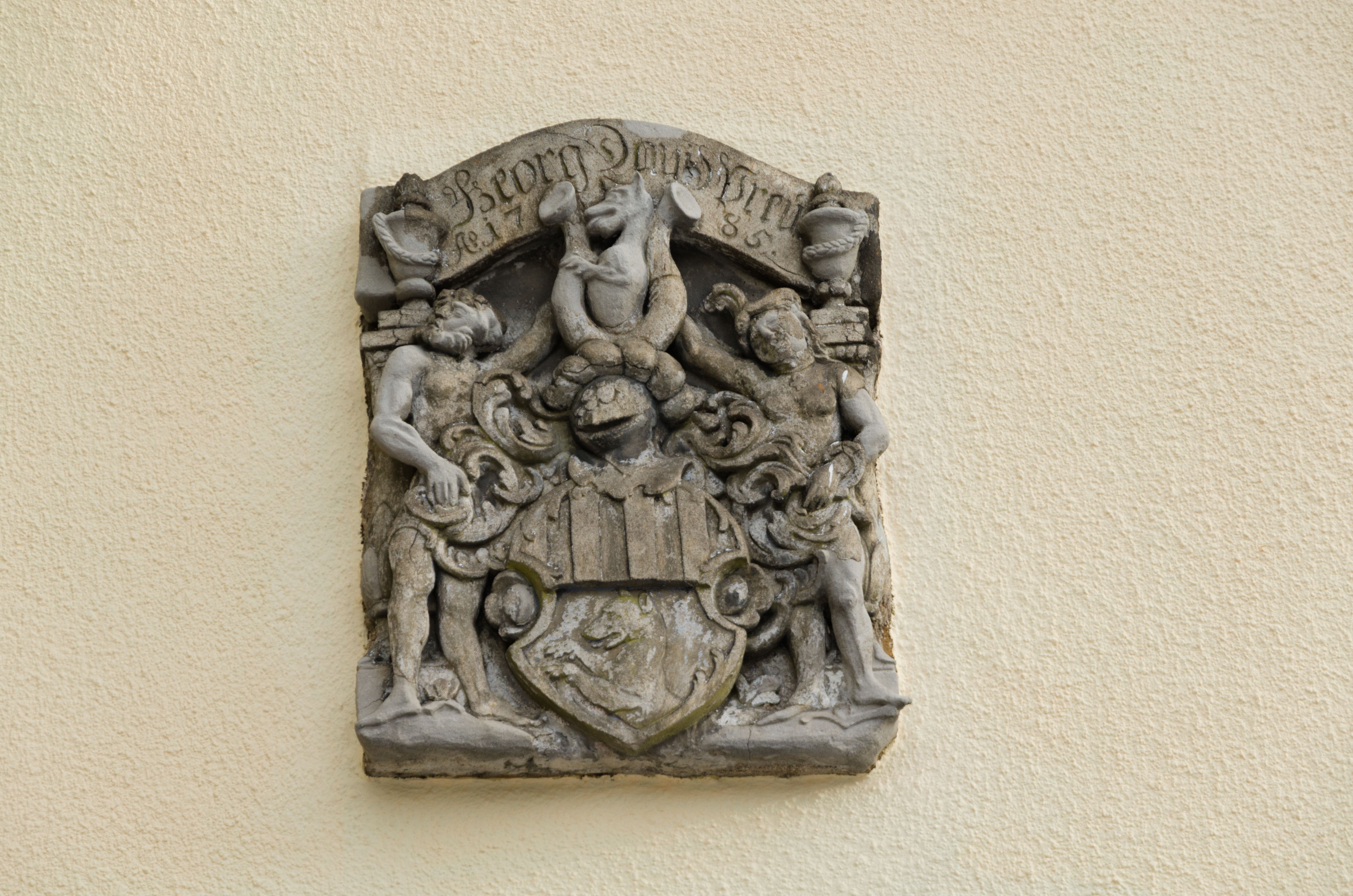
Wappen der Familie Preu über der Toreinfahrt des Gebäudes

Das Haus Marktplatz 11 ist ein Geschäftshaus, eine ehemalige Rotgerberei, eine ehemalige Gaststätte und eine ehemalige Brauerei innerhalb der denkmalgeschützten Altstadt der mittelfränkischen Stadt Weißenburg in Bayern im Landkreis Weißenburg-Gunzenhausen. Das Gebäude ist unter der Denkmalnummer D-5-77-177-268 als Baudenkmal in die Bayerische Denkmalliste eingetragen.

## Geschichte
Das Gebäude ist ein zweigeschossiger, zurückgesetzter, massiver Eckbau mit Walmdach und Zwerchhäusern, der im Kern spätmittelalterlich ist und vermutlich im 17. Jahrhundert errichtet wurde. Die Geschichte des Gebäudes hängt eng mit dem Nachbargebäude Marktplatz 9 zusammen. Eine Umbauphase gab es um 1785. 1864 wurde das alte Brauhaus abgetrennt (heute Judengasse 1). Ab 1868 entstanden die Ladeneinbauten. 1939 kaufte die Stadt das Haus. Es war im Gespräch, hier ein Heimatmuseum einzurichten, der Ausbruch des Zweiten Weltkrieges verhinderte aber die Ausführung. 1968 wurden die großen Schaufenster eingebaut.